# ریک (تالش)
ریک یک روستا در کشور ایران است که در بخش مرکزی شهرستان تالش در استان گیلان واقع شده است.
در این روستا مردم به زبان تالشی می‌پردازند که اصلی‌ترین زبان منطقه تالش است.
این منطقه یا روستا واقع در شهر هشتپر است که مرکز بخش طوالش (اسالم. حویق. پره سر. خطبه سرا. جوکندان و…)محسوب می‌شود. این روستا یا محله در مسیر جاده مریان. آق اولر. ونی خونی و … به حساب می‌آید.

## جمعیت
این روستا در دهستان ریک قرار دارد و براساس سرشماری مرکز آمار ایران در سال ۱۳۸۵، جمعیت آن ۱٬۵۶۵ نفر (۳۳۶ خانوار) بوده است.